# Andrej Rendla
Andrej Rendla est un footballeur slovaque né le 13 octobre 1990.

## Biographie

### Clubs
- 2006-2007 : Dukla Banska Bystrica  Slovaquie
- 2007-2015: FC Twente  Pays-Bas
  - 2010-2011 : Heracles Almelo  Pays-Bas (prêt)
- 2015- : Šport Podbrezová  Slovaquie

## Palmarès
FC Twente
- Eredivisie
  - Champion (1) : 2010